# Tyler Perry

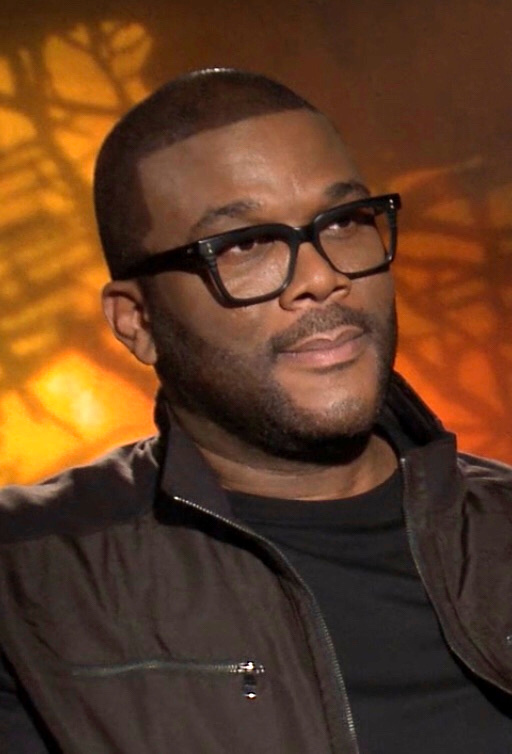
Tyler Perry (2016)

Tyler Perry (* 13. September 1969 in New Orleans, Louisiana als Emmitt Perry, Jr.) ist ein US-amerikanischer Schauspieler, Film- und Fernsehregisseur, Drehbuchautor und Filmproduzent.

## Leben
Perry genießt in den USA durch seine Filme, insbesondere durch die Serie Meet the Browns, enorme Popularität. Bekannt wurde er durch die Darstellung der Figur Madea, die Perry seit 2005 auch in einem Dutzend Filmen verkörperte. 2011 nannte ihn das Forbes Magazine mit einem Einkommen von 130 Millionen US-Dollar zwischen Mai 2010 und 2011 den höchstverdienenden Künstler in der Unterhaltungsbranche.
2015 eröffnete er am Stadtrand von Atlanta mit den Tyler Perry Studios das flächenmäßig größte Filmstudio in den USA, das unter anderem für die Produktion der späteren Staffeln von The Walking Dead sowie für Black Panther genutzt wurde. 2024 kündigte er an, dass er eine geplante 800 Millionen Dollar teure Erweiterung seines Studios in Atlanta auf Eis legen würde, da er sich über die möglichen Auswirkungen der Videos generierenden künstlichen Intelligenz Sora auf die Filmindustrie besorgt zeigte.
Als Regisseur, Schauspieler, Drehbuchautor und Produzent arbeitet er ebenso für das Fernsehen wie auch für das Kino. Seit 2007 ist Maysie Hoy für den Filmschnitt seiner Produktionen zuständig.
Perry wurde für zahlreiche Preise nominiert und 2011 mit dem NAACP Image Award ausgezeichnet. Im Jahr zuvor erhielt er mit dem Chairman's Award den Ehrenpreis.
Am 1. Oktober 2019 erhielt er einen Stern auf dem Hollywood Walk of Fame.

## Filmografie (Auswahl)

### Regisseur
- 2006: Das verrückte Familienfest (Madea’s Family Reunion)
- 2007: Daddy’s Little Girls
- 2007: Auch Liebe macht mal Ferien (Why Did I Get Married?)
- 2007–2021: House of Payne (Fernsehserie, 175 Episoden)
- 2008: Meet the Browns
- 2008: The Family That Preys
- 2009: Madea Goes to Jail
- 2009: I Can Do Bad All By Myself
- 2009–2010: Meet the Browns (Fernsehserie, 17 Episoden)
- 2010: Auch Liebe macht mal Ferien 2 (Why Did I Get Married Too?)
- 2010: For Colored Girls – Die Tränen des Regenbogens (For Colored Girls)
- 2011: Madea’s Big Happy Family
- 2012: Good Deeds
- 2012: Madeas Haus – Das schrecklich schöne Zeugenschutzprogramm (Madea’s Witness Protection)
- 2013: Temptation: Confessions of a Marriage Counselor
- 2013: A Madea Christmas
- 2013–2014: For Better or Worse (Fernsehserie, 59 Episoden)
- 2013–2017: Love Thy Neighbor (Fernsehserie, 29 Episoden)
- 2013–2021: The Haves and the Have Nots (Fernsehserie, 215 Episoden)
- 2014: The Single Moms Club
- 2014–2020: If Loving You Is Wrong (Fernsehserie, 41 Episoden)
- 2016: Boo! A Madea Halloween
- 2016–2017: Too Close to Home (Fernsehserie, 16 Episoden)
- 2017: Boo 2! A Madea Halloween
- 2018: Acrimony
- 2018: Nobody’s Fool
- 2018: The Paynes (Fernsehserie, 37 Episoden)
- 2019: A Madea Family Funeral
- 2019–2023: Sistas (Fernsehserie, 113 Episoden)
- 2019–2024: The Oval (Fernsehserie, 112 Episoden)
- 2020: A Fall from Grace
- 2020: Tyler Perry’s Young Dylan (Fernsehserie, 4 Episoden)
- 2020: Assisted Living (Fernsehserie, 16 Episoden)
- 2020–2023: Bruh (Fernsehserie, 64 Episoden)
- 2020–2024: Ruthless (Fernsehserie, 87 Episoden)
- 2021–2023: All the Queen’s Men (Fernsehserie, 22 Episoden)
- 2022: A Madea Homecoming
- 2022: A Jazzman’s Blues
- 2022–2023: Zatima (Fernsehserie, 20 Episoden)
- 2024: Mea Culpa
- 2024: Divorce in the Black
- 2024: The Six Triple Eight
- 2024–2025: Beauty in Black (Fernsehserie, 16 Episoden)
- 2025: Tyler Perry’s Doppelspiel (Tyler Perry’s Duplicity)
- 2025: Straw
- 2025: Madea’s Destination Wedding
- seit 2025: She the People (Fernsehserie)

### Drehbuchautor
- 2006: Das verrückte Familienfest (Madea’s Family Reunion)
- seit 2006: House of Payne (Fernsehserie, Schöpfer)
- 2007: Daddy’s Little Girls
- 2007: Auch Liebe macht mal Ferien (Why Did I Get Married?)
- 2008: Meet the Browns
- 2008: The Family That Preys
- 2009: Madea Goes to Jail
- 2009: I Can Do Bad All By Myself
- 2009–2011: Meet the Browns (Fernsehserie, Schöpfer)
- 2010: Auch Liebe macht mal Ferien 2 (Why Did I Get Married Too?)
- 2010: For Colored Girls – Die Tränen des Regenbogens (For Colored Girls)
- 2011: Madea’s Big Happy Family
- 2011–2017: For Better or Worse (Fernsehserie, Schöpfer)
- 2012: Good Deeds
- 2012: Madeas Haus – Das schrecklich schöne Zeugenschutzprogramm (Madea’s Witness Protection)
- 2013: Temptation: Confessions of a Marriage Counselor
- 2013: A Madea Christmas
- 2013–2017: Love Thy Neighbor (Fernsehserie, Schöpfer)
- 2013–2021: The Haves and the Have Nots (Fernsehserie, Schöpfer)
- 2014: The Single Moms Club
- 2014–2020: If Loving You Is Wrong (Fernsehserie, Schöpfer)
- 2016: Boo! A Madea Halloween
- 2016–2017: Too Close to Home (Fernsehserie, Schöpfer)
- 2017: Boo 2! A Madea Halloween
- 2018: Acrimony
- 2018: Nobody’s Fool
- 2018: The Paynes (Fernsehserie, Schöpfer)
- 2019: A Madea Family Funeral
- seit 2019: Sistas (Fernsehserie, Schöpfer)
- seit 2019: The Oval (Fernsehserie, Schöpfer)
- 2020: A Fall from Grace
- seit 2020: Assisted Living (Fernsehserie, Schöpfer)
- seit 2020: Bruh (Fernsehserie, Schöpfer)
- seit 2020: Ruthless (Fernsehserie, Schöpfer)
- seit 2020: Tyler Perry’s Young Dylan (Fernsehserie, Schöpfer)
- seit 2021: All the Queen’s Men (Fernsehserie, Schöpfer)
- 2022: A Madea Homecoming
- 2022: A Jazzman’s Blues
- seit 2022: Zatima (Fernsehserie, Schöpfer)
- 2024: Mea Culpa
- 2024: Divorce in the Black
- 2024: The Six Triple Eight
- seit 2024: Beauty in Black (Fernsehserie, Schöpfer)
- 2025: Tyler Perry’s Doppelspiel (Tyler Perry’s Duplicity)
- 2025: Straw
- 2025: Madea’s Destination Wedding
- seit 2025: She the People (Fernsehserie, Schöpfer)

### Filmproduzent
- 2006: Das verrückte Familienfest (Madea’s Family Reunion)
- 2007: Daddy’s Little Girls
- 2007: Auch Liebe macht mal Ferien (Why Did I Get Married?)
- 2008: Meet the Browns
- 2008: The Family That Preys
- 2009: Madea Goes to Jail
- 2009: I Can Do Bad All By Myself
- 2010: Auch Liebe macht mal Ferien 2 (Why Did I Get Married Too?)
- 2010: For Colored Girls – Die Tränen des Regenbogens (For Colored Girls)
- 2011: Madea’s Big Happy Family
- 2012: Good Deeds
- 2012: Madeas Haus – Das schrecklich schöne Zeugenschutzprogramm (Madea’s Witness Protection)
- 2013: Temptation: Confessions of a Marriage Counselor
- 2013: Peeples
- 2013: A Madea Christmas
- 2014: The Single Moms Club
- 2015: Madea’s Tough Love
- 2016: Boo! A Madea Halloween
- 2017: Boo 2! A Madea Halloween
- 2018: Acrimony
- 2019: A Madea Family Funeral
- 2022: A Jazzman’s Blues
- 2024: Mea Culpa
- 2024: Divorce in the Black
- 2024: The Six Triple Eight
- 2025: Tyler Perry’s Doppelspiel (Tyler Perry’s Duplicity)
- 2025: Straw
- 2025: Madea’s Destination Wedding

### Schauspieler
- 2005: Das verrückte Tagebuch (Diary of a Mad Black Woman)
- 2006: Das verrückte Familienfest (Madea’s Family Reunion)
- 2007: Auch Liebe macht mal Ferien (Why Did I Get Married?)
- 2008: Meet the Browns
- 2008: The Family That Preys
- 2009: Madea Goes to Jail
- 2009: Star Trek
- 2009: I Can Do Bad All By Myself
- 2010: Auch Liebe macht mal Ferien 2 (Why Did I Get Married Too?)
- 2011: Madea’s Big Happy Family
- 2012: Good Deeds
- 2012: Madeas Haus – Das schrecklich schöne Zeugenschutzprogramm (Madea’s Witness Protection)
- 2012: Alex Cross
- 2013: A Madea Christmas
- 2014: Gone Girl – Das perfekte Opfer (Gone Girl)
- 2016: Teenage Mutant Ninja Turtles: Out of the Shadows
- 2016: Feuer im Kopf (Brain on Fire)
- 2016: Boo! A Madea Halloween
- 2017: Boo 2! A Madea Halloween
- 2018: Vice – Der zweite Mann (Vice)
- 2019: A Madea Family Funeral
- 2020: A Fall from Grace
- 2021: They Want Me Dead (Those Who Wish Me Dead)
- 2021: Don’t Look Up
- 2022: A Madea Homecoming
- 2025: Madea’s Destination Wedding

## Auszeichnungen (Auswahl)
- Oscarverleihung 2021: Jean Hersholt Humanitarian Award[5]
- Stern auf dem Hollywood Walk of Fame